# Anopheles pallidus
Anopheles pallidus este o specie de țânțari din genul Anopheles, descrisă de Theobald în anul 1901. Conform Catalogue of Life specia Anopheles pallidus nu are subspecii cunoscute.